# Plantaginetea majoris
Plantaginetea majoris R.Tx. et Prsg. in R.Tx 1950 — класс рудеральной растительности. Представляет собой сообщества низкорослых, устойчивых к вытаптыванию и выпасу мезофитов и гигрофитов во дворах, вдоль дорог, на спортивных площадках. Диагностические виды (по Миркину, Наумовой и Соломещу): Capsella bursa-pastoris, Chamomilla suaveolens, Inula britannica, Poa annua, Plantago major, Polygonum aviculare, Potentilla anserina, Trifolium repens, Taraxacum officinale.
В данном классе выделяют следующие порядки:
- Plantaginetalia majoris R.Tx. et Prsg. in R.Tx. 1950;
- Agrostietalia stoloniferea Oberd. in Oberd. et al. 1967